# فيكتور ألونسو
فيكتور ألونسو (بالإسبانية: Víctor Alonso García)‏ مواليد 9 مارس 1990 في إسبانيا، هو لاعب كرة يد إسباني يلعب كجناح أيمن. يلعب حاليا مع شتينتسا مونيكيبال ديدمان باكاو. مثل منتخب إسبانيا لكرة اليد.

## المسيرة الاحترافية
لعب مع نادي سان أنطونيو لكرة اليد في الدوري الإسباني في موسم 2008–2009، ثم لعب مع أوفييدو في موسم 2009–2010، ثم لعب مع نادي بلد الوليد لكرة اليد في الدوري الإسباني من سنة 2010 إلى 2013، ثم لعب مع نادي أتلتيكو مدريد لكرة اليد في سنة 2013، ثم لعب مع أديمار ليون في الدوري الإسباني في موسم 2013–2014، ثم لعب مع شتينتسا مونيكيبال ديدمان باكاو في الدوري الروماني في سنة 2014.

## الإنجازات
- كأس ملك إسبانيا لكرة اليد:
  - النهائي: 2011

## روابط خارجية
- فيكتور ألونسو على موقع الاتحاد الأوروبي لكرة اليد (الإنجليزية)
- فيكتور ألونسو على موقع الاتحاد الفرنسي لكرة اليد (الفرنسية)